# Drasteriodes elongata
Drasteriodes elongata är en fjärilsart som beskrevs av Bang-haas 1910. Drasteriodes elongata ingår i släktet Drasteriodes och familjen nattflyn. Inga underarter finns listade i Catalogue of Life.